# Monodgnathia cristatipes
Monodgnathia cristatipes är en kräftdjursart som först beskrevs av Stebbing 1912.  Monodgnathia cristatipes ingår i släktet Monodgnathia och familjen Gnathiidae. Inga underarter finns listade i Catalogue of Life.